# SECOR 3
SECOR 3 (ang. SEquential COllation of Range) – amerykański wojskowy satelita naukowy. Służył do badań związanych z nawigacją satelitarną i geodezją. Stanowił część programu SECOR. Zakładany czas pracy wynosił 3 lata.